# Pêche Melba
Pour les articles homonymes, voir Pêche et Melba.
La pêche Melba est un dessert composé de pêches pochées, dressées dans une coupe sur une glace à la vanille, et nappées de coulis de framboises.

## Historique
Ce dessert a été créé en 1894 par Auguste Escoffier, pour la soprano Nellie Melba, après qu'il l'a entendue chanter à Covent Garden dans Lohengrin. Escoffier est alors cuisinier au Savoy à Londres et la cantatrice l'invite à assister à une représentation de l'opéra de Richard Wagner, dans lequel apparaît un cygne.
Le lendemain, il décide de créer un dessert pour la remercier : entre les ailes d'un cygne taillé dans un bloc de glace, est enchâssée une timbale d'argent remplie de glace à la vanille, sur laquelle sont posées des pêches pochées. Le tout est recouvert d'un coulis de framboises fraîches, et d'un voile de sucre filé.
D'abord baptisé la « pêche au cygne », le dessert est rebaptisé « pêche Melba » à l'inauguration de l'hôtel Carlton de Londres en 1899.

## Préparation
La recette est ainsi décrite par Escoffier : « Pocher les pêches au sirop vanillé. Les dresser en timbale sur une couche de glace à la vanille et les napper de purée de framboise. »
D'autres fruits comme la fraise sont ensuite venus remplacer la pêche dans des variantes contemporaines, et la chantilly ou la gelée de groseilles ont remplacé le coulis de framboises.